# 李超 (京剧琴师)
李超（1944年—），出生於山東青島，京劇琴師。曾為中國一級演員，後赴臺灣擔任國立國光劇團指導音樂並結婚定居，在京劇音樂和京劇胡琴领域颇有成就，2015年被臺北市政府登錄為台灣傳統表演藝術保存者以及獲頒臺北市傳藝藝師獎。近年積極推廣以人造皮取代傳統京胡蛇皮，於各項大型公演親身實踐。

## 生平
李超在青島出生長大，父親李奘圖和兄長李門都是梅派琴師，三人都長期在中國北京的中國京劇院（2007年11月28日改中國國家京劇院）工作，做琴師。與兄長李門師承蘇盛琴，文革期間受到批鬥而停擺，從改革開放后的1979年起回歸，曾長期給中國國家1級演員杜近芳（京劇梅派青衣，梅蘭芳的學生）伴奏，還和梅蘭芳的兒子梅葆玖合作過（鼓師常常是庚金群）。
1996年，應邀到臺灣國光劇團客座指導音樂，之後在臺灣結婚定居至今，長期於國光劇團擔任樂師、作曲及音樂指導，並在國光劇團出版《琴韻新弦─李超創作曲譜集》。

## 作品
國光劇團新編京劇：《狐仙故事》《王有道休妻》《青塚前的對話》《三個人兒兩盞燈》《李世民與魏徵》《金鎖記》《王魁負桂英》《新編樊梨花》《新繡襦記》《快雪時晴》《天下第一家》《梅玉配》程派《李慧娘》《歐蘭朵》《艷后和她的小丑們》《康熙與鰲拜》《關公在劇場》《孝莊與多爾袞》《夢紅樓·乾隆與和珅》等，並擔任文場領導（京胡主奏）。

## 音樂指導
國光劇團：《白蛇傳》、《打神告廟》、《雪弟恨》、《逍遙津》、《蘆花河》、《楊門女將》、【京豔：裴豔玲演京劇】（含《鍾馗》、《余派老生清唱》、《旦角彩唱》、《鬧天宮》、《蜈蚣嶺》、《將相和》、《四郎探母·坐宮》、《伐東吳》、《龍鳳呈祥·甘露寺、回荊州、蘆花蕩》）、《禁戲匯演》（含《昭君出塞》、《探母獻圖》、《壯別》、《關公升天》、《無底洞》、《大劈棺》、《讓徐州》、《赤桑鎮》、《春閨夢》、《斬經堂》、《秦香蓮》等）、《四進士》、《陳三兩爬堂》、《三堂會審》、《法門寺》、《全部慶頂珠》等。

## 京胡領奏
國光劇團《大將春秋》（李門編腔作曲指揮）、《水滸英義》（李門編腔作曲指揮）、《王熙鳳大鬧寧國府》、《鄭成功與臺灣》（與孫立言分任領奏，朱紹玉編腔作曲指揮）、《李世民與魏徵》（李門編腔，盧亮輝編曲配器）、《白蛇傳》、《打神告廟》、《關公走麥城》、《楊門女將》、《王魁負桂英》、《胡雪巖》（朱紹玉編腔作曲）、【禁戲匯演】（部份場次）、《閻羅夢》等。